# أرومة مغذية
الأرومات المغذية أو الأرومة الغاذية (بالإنجليزية: Trophoblast) (باللغة اليونانية trephein: إطعام، وblastos: برعم أو أرومة) هي الخلايا التي تشكل الطبقة الخارجية للكيسة الأريمية، والتي توفر المواد المغذية للجنين، وتتطور بعد ذلك إلى جزء كبير من المشيمة. وهي تتشكل خلال المرحلة الأولى من الحمل، وهي أول خلايا تتمايز من البويضة المخصبة. هذه الطبقة من الأرومات المغذية يشار إليها مجتمعة باسم «الأرومة المغذية،»  أو بعد تكون المعيدة، trophectoderm  حيث تكون متاخمة للأديم الظاهر للجنين.

## صور إضافية

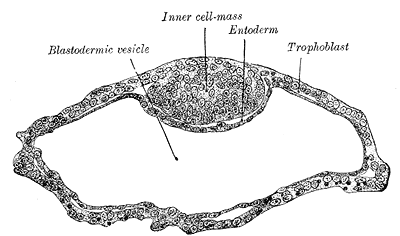
حويصلة أريمية لخفاش.
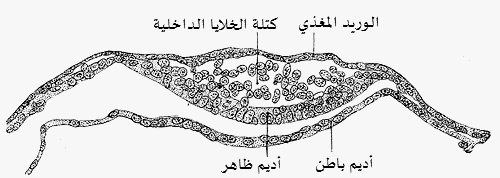
قطاع في القرص الجنيني لخفاش.
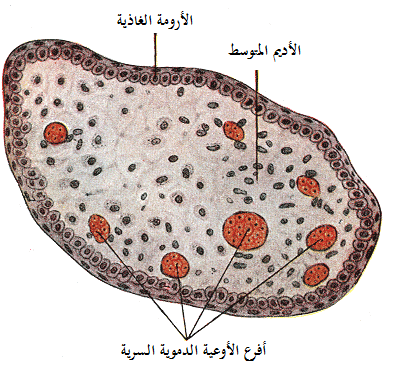
قطاع مستعرض لزغابة مشيمية
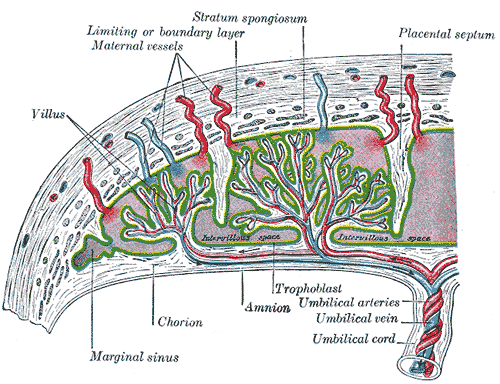
مخطط للدورة الرحمية المشيمية.
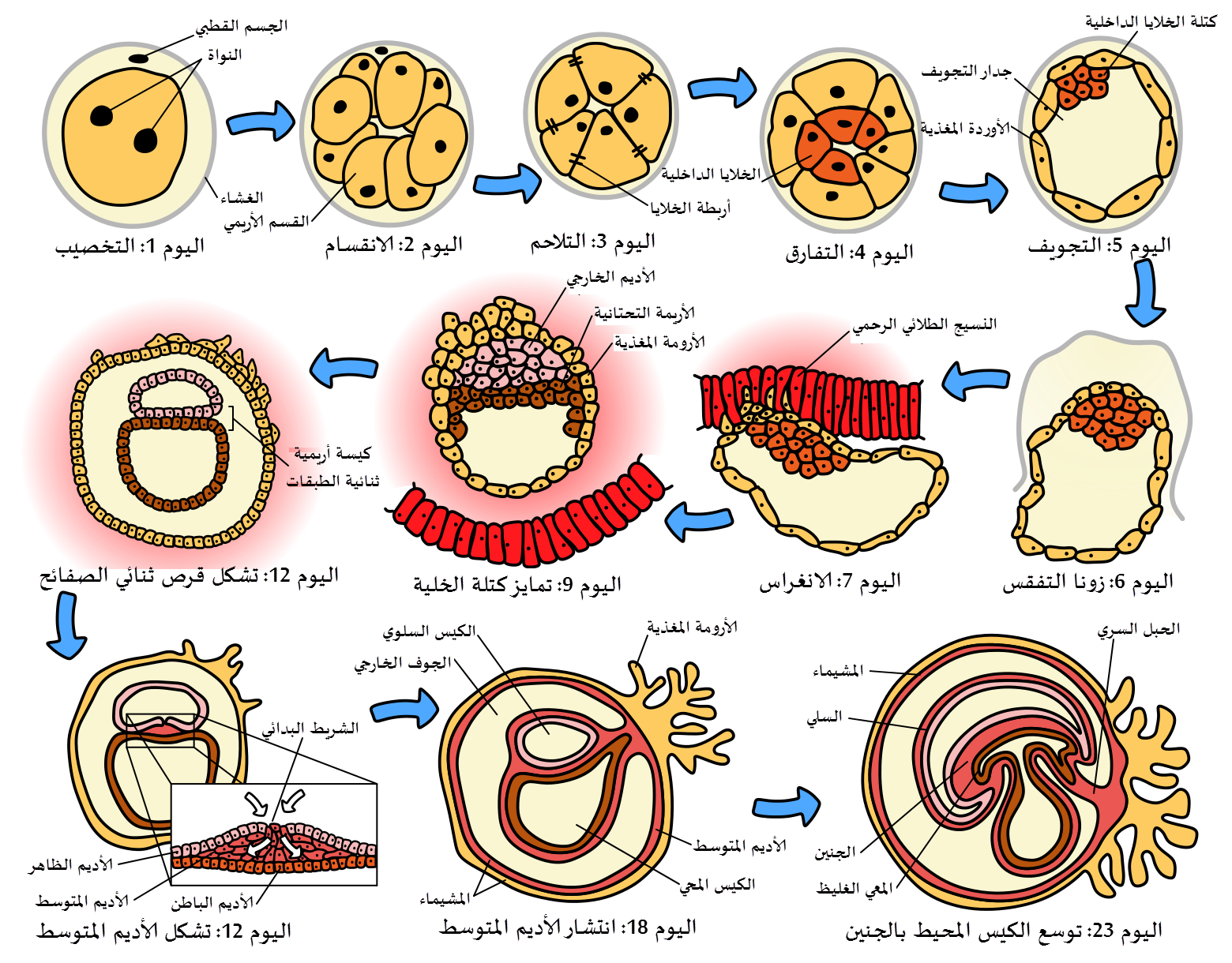
مراحل تطور الجنين البشري